# Andreas Hosang
Andreas Hosang (* 12. März 1956) ist ein deutscher Schauspieler und Synchronsprecher.

## Leben
Hosang ist durch seine Synchronarbeiten bekannt. So lieh er z. B. Xin Fu aus der Serie Avatar – Der Herr der Elemente und Sammy aus der US-Serie Prison Break seine Stimme.

## Synchronisation
- 1990: Trio mit vier Fäusten – Robert O’Reilly als Agent #2
- 2004: Starsky & Hutch
- 2007: Avatar – Der Herr der Elemente
- 2009–2012: Die Pinguine aus Madagascar
- 2010: Kindsköpfe
- 2011–2012: Power Rangers Samurai
- 2015–2019: Mr Robot